# Terry Goodkind
Terry Lee Goodkind (Omaha, 11 gennaio 1948 – Boulder City, 17 settembre 2020) è stato uno scrittore statunitense, famoso soprattutto per essere stato l'autore della serie di romanzi fantasy La spada della verità.

## Biografia

### Primi anni
Nato nel 1948, crebbe ad Omaha (Nebraska), dove seguì corsi d'arte. Soffrendo di dislessia, la quale gli procurò durante il liceo "una costante ridicolizzazione ed umiliazione dai suoi insegnanti", abbandonò il college e lavorò come carpentiere, liutaio, artista sregolato e restauratore di rari ed esotici artefatti ed antichità. Volse i suoi pensieri alla scrittura mentre costruiva la propria casa nella boscosa isola di Mount Desert, al largo della costa del Maine, nel 1983, con sua moglie Jeri.

### Carriera
Dopo anni di pianificazione iniziò a scrivere il suo primo romanzo, La profezia del mago (Wizard's First Rule) nel 1993, che lanciò la sua carriera di scrittore. Terry Goodkind fu sempre largamente influenzato dai libri di Ayn Rand, essendo stato un forte sostenitore dei suoi lavori e del Movimento Oggettivista.

### La morte
Terry Goodkind è morto all'età di 72 anni il 17 settembre 2020 nella sua casa a Boulder City. L'annuncio viene rilasciato pubblicamente lo stesso giorno dal suo staff tramite la sua pagina Facebook ufficiale. La causa del decesso non è stata rivelata.

## Interessi

### Automobilismo
Lo scrittore fu anche un appassionato di corse d'auto sportive a livello amatoriale e semi-professionale, gareggiando con una Radical SR8 SM-500 per il suo team Rahl Racing, così chiamato in onore della dinastia Rahl, a cui appartiene Richard, protagonista della sua saga letteraria La spada della verità.

## Opere

### La spada della verità
Prequel
1. La leggenda di Magda Searus (2013) (The First Confessor: The Legend of Magda Searus) (2012)
2. Debito di ossa (2002) (Debt of Bones) (1998)

Primo arco narrativo: Darken Rahl
1. L'assedio delle tenebre (1998) / La profezia del mago (1999) (Wizard's First Rule) (1994)
2. Il guardiano delle tenebre (1999) / La pietra delle lacrime (2000) (Stone of Tears) (1995)

Secondo arco narrativo: L'Ordine Imperiale
1. La stirpe dei fedeli (2000) / L'Ordine Imperiale (2000) (Blood of the Fold) (1996)
2. La profezia della luna rossa (2001) / Il tempio dei venti (2001) (Temple of the Winds) (1997)
3. L'anima del fuoco (2002) (Soul of the Fire) (1999)
4. La fratellanza dell'ordine (2003) (Faith of the Fallen) (2000)

Terzo arco narrativo: I pilastri della creazione
1. I pilastri della creazione (2004) (The Pillars of Creation) (2001)
2. L'impero degli indifesi (2005) (Naked Empire) (2003)

Quarto arco narrativo: La catena di fuoco
1. La catena di fuoco (2006) (Chainfire) (2005)
2. Fantasma (2007) (Phantom) (2006)
3. Scontro finale (2008) (Confessor) (2007)

Quinto arco narrativo: Le Terre Oscure
1. La macchina del presagio (2011) (The Omen Machine) (2011)
2. Il terzo regno (2015) (The Third Kingdom) (2013)
3. La fine della profezia (2015) (Severed Souls) (2014)
4. Cuore guerriero (2016) (Warheart) (2015)

Sesto arco narrativo: I figli del D'Hara
1. L'uomo scarabocchiato (2021) (The Scribbly Man) (2019)
2. Cose terribili (2021) (Hateful Things) (2019)
3. Landa desolata (2021) (Wasteland) (2019)
4. Il giuramento della strega (2021) (Witch's Oath) (2020)
5. Nell'oscurità (2021) (Into Darkness) (2020)

Sequel
1. La legge dei nove (2010) (The Law of Nines) (2009)

Spin-off: The Nicci Chronicles
1. La signora della morte (2018) (Death's Mistress: Sister of Darkness) (2017)
2. La città di sangue (2019) (Shroud of Eternity: Sister of Darkness) (2018)
3. Siege of Stone: Sister of Darkness (2018)
4. Heart of Black Ice: Sister of Darkness (2020)

### Angela Constantine / Jack Raines
1. Nest (2016)
2. Trouble's Child (2018)
3. The Girl in the Moon (2018)
4. Crazy Wanda (2018)

### Novelle
1. The Sky People (2019)

## Riconoscimenti
- 1995 - British Fantasy Award, Icarus (Nuovi scrittori) (Nomination)
- 1995 - Wizard's First Rule Locus Poll Award, Miglior primo romanzo (Place: 7)
- 1996 - Stone of Tears Locus Poll Award, Miglior romanzo fantasy (Place: 15)
- 1996 - Stone of Tears SFBC Award, Il premio libro dell'anno del club del libro di Fantascienza (Nomination)
- 1997 - Blood of the Fold Locus Poll Award, Miglior romanzo fantasy (Place: 18)
- 1999 - Locus Poll Award Miglior autore di Fantascienza/Fantasy degli anni 90 (Place: 49)
- 2004 - L'impero degli indifesi Prometheus Award (Place: 4)
- 2006 - La Catena di Fuoco Prometheus Award (Finalista)